# 조지 도
조지 도(영어: George Dawe)는 18세기 말엽부터 19세기 중반까지 활동한 영국의 초상화 화가로, 상트페테르부르크에 있는 겨울 궁전의 군사 갤러리에 프랑스 혁명 전쟁과 나폴레옹 전쟁에서 활약한 러시아 장군 초상화 329점을 그린 것으로 유명하다. 조지는 1819년 상트페테르부르크로 이사했고, 알렉산드르 푸시킨은 도의 그림과 예술적 감각에 대해 칭찬했다. 조지는 보스턴 차 사건의 풍자 만화를 그린 것으로 유명해진 메조틴트 필립 도의 아들이었으며, 초상화 화가로 활동한 헨리 에드워드 도의 형제이기도 했다. 러시아에서 활동하던 중 건강이 악화된 조지는 영국으로 돌아왔으며, 1829년 10월 15일 켄티시타운에서 사망했다.